# 堺っ子体操
堺っ子体操（さかいっこたいそう）とは堺市内にある、公立小学校、中学校、などで行われる準備体操である。この体操は、一部の人の間では、結構、有名であり、堺出身の人と仲良くなるには、堺っ子体操の話をすれば良いとも言われているぐらいである。

## 成り立ち
堺っ子体操は元々、堺市内の小学校低学年がラジオ体操の代わりに行っており、古くから受け継がれてきたこの堺独自の体操を高学年もできるようにと1990年頃に体育の先生たちがジャズダンスの要素を取り入れ、現在の振り付けになったのである。

## 堺っ子の唄
もともと、「堺っ子の唄」といった曲が存在していた（作曲・松田晃、作詞・久米恵美子、補作詞・新見洋介）。その後1981年（昭和56年）に振り付けされた。
そして1988年（昭和63年）に堺っ子のうたをアレンジして「新堺っ子体操」が生まれた。
小学校の行事（運動会など）で行うことが多い。だがこの新堺っ子体操になったため、歌詞が省かれてしまった。
堺っ子の唄は堺市立小学校連合音楽会などで合唱されるなど、現在でも親しまれている。